# Чередніченко Ігор Вікторович
Ігор Вікторович Чередніченко (нар. 9 травня 1984, Харків) — український футболіст, захисник клубу «Вікторія» (Миколаївка).

## Кар'єра
«Металіст»
У 2001 році підписав контракт з харківським «Металістом». Спочатку виступав за другу команду харків'ян.
У 2003 році дебютував у Прем'єр-лізі України у матчі проти дніпропетровського «Дніпра». В 2005 році покинув клуб.
«Олександрія»
Улітку 2005 року перейшов до «Олександрії», де провів 7,5 сезонів. У складі цього клубу Чередніченко пройшов шлях від Другої ліги до Прем'єр-ліги. Змінив позицію правого захисника на центрального. Став основним захисником, а потім і капітаном олександрійців. Провів за клуб 213 матчів (202 у чемпіонатах та 11 у Кубку України) і забив 19 м'ячів.
«Торпедо-БелАЗ»
Під час зимової перерви в сезоні 2012/13 вирушив до Білорусі, де захищав кольори клубу «Торпедо-БелАЗ». У цій команді одразу став незамінним гравцем основного складу. Навіть після поразок з великим рахунком у тренерського штабу претензій до українця не виникало. Футболіст демонстрував надійну гру, часто керував діями усієї оборони, ефективно грав і в центрі захисту, і на фланзі, куди був переміщений через травми інших гравців. У чемпіонаті провів 25 ігор, у яких отримав три попередження, та відзначився гольовою передачею Олександру Яцкевичу в переможному матчі з «Білшиною», виконавши навіс з флангу в центр штрафного майданчика. У липні в матчі проти «Німану» Чередніченко отримав травму і вперше в сезоні достроково залишив поле. Після хірургічного втручання на два місяці залишився поза грою. Відновившись, повернувся в основу, але після провального матчу з «БАТЕ», в якому допустив кілька помилок, в останніх двох іграх чемпіонату залишався в запасі.
«Зірка» та «Гірник»
Гравець намагався повернутися до «Олександрії», але в останній момент Володимир Шаран передумав підписувати з ним контракт. 6 березня 2014 підписав контракт з принциповим суперником олександрійців «Зіркою», за яку провів 17 матчів. Другу половину сезону 2014/2015 році відіграв за криворизький «Гірник».
«Геліос»
Улітку 2015 року повернувся до Харкова та почав грати за «Геліос». Відзначився дебютним голом у матчі Кубка України з «Говерлою». Другий гол забив у матчі чемпіонату з «Динамо-2» на 23-й хвилині.

## Стиль гри
Починав грати у «Металісті» на позиції правого захисника. Згодом в «Олександрії» був переведений у центр оборони.

## Досягнення
«Металіст»
- Срібний призер Першої ліги України: 2003/04

 «Металіст» (дубль)
- Срібний призер Чемпіонату дублерів: 2004/05

 «Олександрія»
- Переможець Першої ліги України: 2010/11
- Бронзовий призер Першої ліги України (2): 2008/09, 2012/13
- Срібний призер Другої ліги України: 2005/06
- Кращий бомбардир команди: 2009/10 (разом з Є. Шупіком; по 9 м'ячів)[9]

 «Торпедо-БелАЗ»
- Півфіналіст Кубку Білорусі: 2013

 «Металіст 1925»
- Бронзовий призер Другої ліги України: 2017/18

 «Вікторія»
- Переможець Чемпіонат України серед аматорів: 2019/20
- Срібний призер Чемпіонат України серед аматорів: 2018/19
- Фіналіст Кубку України серед аматорів: 2019/20

## Статистика
Станом на 20 серпня 2020 року
| Сезон   | Клуб                   | Ліга                             | Чемпіонат | Чемпіонат | Кубок | Кубок | Дубль | Дубль |
| Сезон   | Клуб                   | Ліга                             | Ігри      | Голи      | Ігри  | Голи  | Ігри  | Голи  |
| ------- | ---------------------- | -------------------------------- | --------- | --------- | ----- | ----- | ----- | ----- |
| 2001/02 | Металіст-2 (Харків)    | Друга ліга                       | 19        |           |       |       |       |       |
| 2002/03 | Металіст (Харків)      | Прем'єр-ліга                     | 1         |           |       |       |       |       |
| 2002/03 | Металіст-2 (Харків)    | Друга ліга                       | 24        | 1         |       |       |       |       |
| 2003/04 | Металіст (Харків)      | Перша ліга                       | 12        | 1         | 1     | 1     |       |       |
| 2003/04 | Металіст-2 (Харків)    | Друга ліга                       | 18        |           |       |       |       |       |
| 2004/05 | Металіст (Харків)      | Прем'єр-ліга                     |           |           |       |       | 20    |       |
| 2004/05 | Металіст-2 (Харків)    | Друга ліга                       | 5         |           |       |       |       |       |
| 2005/06 | ФК Олександрія         | Друга ліга                       | 27        |           | 1     |       |       |       |
| 2006/07 | ФК Олександрія         | Перша ліга                       | 18        |           | 1     |       |       |       |
| 2007/08 | ФК Олександрія         | Перша ліга                       | 33        |           | 1     |       |       |       |
| 2008/09 | ФК Олександрія         | Перша ліга                       | 22        | 1         | 4     |       |       |       |
| 2009/10 | ФК Олександрія         | Перша ліга                       | 33        | 9         | 2     |       |       |       |
| 2010/11 | ФК Олександрія         | Перша ліга                       | 30        | 5         | 2     |       |       |       |
| 2011/12 | ФК Олександрія         | Прем'єр-ліга                     | 18        | 1         |       |       | 5     |       |
| 2012/13 | ФК Олександрія         | Перша ліга                       | 21        | 3         |       |       |       |       |
| 2013    | Торпедо-БелАЗ          | Вища ліга                        | 25        |           | 2     |       |       |       |
| 2013/14 | Зірка (Кропивницький)  | Перша ліга                       | 10        |           |       |       |       |       |
| 2014/15 | Зірка (Кропивницький)  | Перша ліга                       | 7         |           | 1     |       |       |       |
| 2014/15 | Гірник (Кривий Ріг)    | Перша ліга                       | 10        |           |       |       |       |       |
| 2015/16 | Геліос (Харків)        | Перша ліга                       | 24        | 1         | 3     | 1     |       |       |
| 2016/17 | Геліос (Харків)        | Перша ліга                       | 27        |           | 1     |       |       |       |
| 2017/18 | Металіст 1925 (Харків) | Друга ліга                       | 28        | 1         | 1     |       |       |       |
| 2018/19 | Полісся (Житомир)      | Друга ліга                       | 17        |           | 1     |       |       |       |
| 2018/19 | Вікторія (Миколаївка)  | Чемпіонат України серед аматорів | 13        | 2         |       |       |       |       |
| 2019/20 | Вікторія (Миколаївка)  | Чемпіонат України серед аматорів | 21        | 4         | 7     | 3     |       |       |